# Catedral de Huajuapan de León
La catedral de Huajuapan de León es la sede de la Diócesis de Huajuapan de León, popularmente con dos torres desde el año de 1903. El edificio se ubica en el centro de la ciudad de Huajuapan de León, en el estado mexicano de Oaxaca.
Está dedicada a la Virgen de Guadalupe. El templo se levantó a finales del siglo XVII y se le realizaron varias ampliaciones y modificaciones durante todo el siglo XIX. Está decorada casi en su totalidad en estilo neoclásico.

## Breve historia
Posiblemente se levantó un templo de sencillas proporciones en el sitio donde se ubica el actual edificio, y parece ser que fue hecha toda la obra de cal y canto, y techo de paja de dos aguas (como algunos de los templos levantados a comienzos de la colonia). Este edificio permitiría la evangelización del lugar y las zonas aledañas, cuya tarea fue llevada a cabo por los frailes dominicos. El templo estaba dedicado a San Juan Bautista y en él se encontraba una imagen del Señor de los corazones.
Ya a mediados del siglo XVIII se decide que otro templo de mejores proporciones sea levantado en el mismo lugar que el de la iglesia, dotándolo de tres naves y una sencilla portada hecha toda en cantera roja, traída de un lugar cercano al poblado. La obra se terminó a comienzos del siglo XIX, cuando en el año de 1812 fueron cerradas sus bóvedas y concluida la cúpula.
Si bien ya estaban terminadas las obras del templo, por motivos de ornamento y la geografía en que se asienta la zona éste fue modificado. Una de las modificaciones más importantes que sufrió fue debido al fuerte terremoto que sacudió la región en el año de 1882. Por tal suceso se realizaron obras de remozamiento y reconstrucción en el recinto, que le dieron la forma en como ha llegado a nuestros días. Las dos torres fueron terminadas en los años de 1883 y en 1900 a la torre del lado Norte que fue terminada en esa fecha le añadieron un reloj.
El 25 de abril de 1902 se erige la Diócesis de Huajuapan de León, por la bula categoría de la Santa Iglesia Catedral, por la bula "Apostólica Sedes" firmada por el papa León XIII, con el nombre de la "Diócesis de las Mixtecas" (El cual se modificaría al año siguiente por le nombre actual). El 12 de mayo de 1903 el templo se erige a la categoría de catedral.
Para conmemorar el 50.º aniversario de la erección de la diócesis, se llevaron a cabo algunas reformas en el templo que afectaron sobre todo a la fachada principal, si bien se realizaron también algunas modificaciones en su interior.
A consecuencia de un fuerte terremoto el 7 de septiembre de 2017, la catedral sufrió severos daños, de manera que se hizo necesario reparar las bóvedas de las tres naves, la torre sur y el campanario norte, así como reforzar los muros del tambor, de la bóveda de crucero, de la sacristía. Los trabajos de restauración concluyeron en septiembre de 2020.

## Descripción
Ubicado frente a un amplio atrio, el templo consta de planta de cruz latina, en el crucero central se levanta la cúpula octagonal, de tambor y forma gajonada.
La fachada principal está realizada en cantera roja propia del lugar. Consta de dos cuerpos y tres arcos de acceso, separados por grandes contrafuertes que son rematados por dos jarrones de cantera. La Portada principal consta de arco de medio punto, sostenido por dos columnas adosadas a la pared. El arco de acceso es enmarcado por dos columnas tipo estípite que sostienen a las del segundo cuerpo donde se ubica la ventana coral, la cual está enmarcada por dos columnas que son también de tipo estípite. Las puertas laterales son de arco de medio punto y sobre estas se ubican sencillas ventanas; cada portada lateral está rematada por un sencillo frontón.
Las torres del templo son de tres cuerpos, la del lado norte cuenta con un reloj agregado en el año de 1900.

## El interior

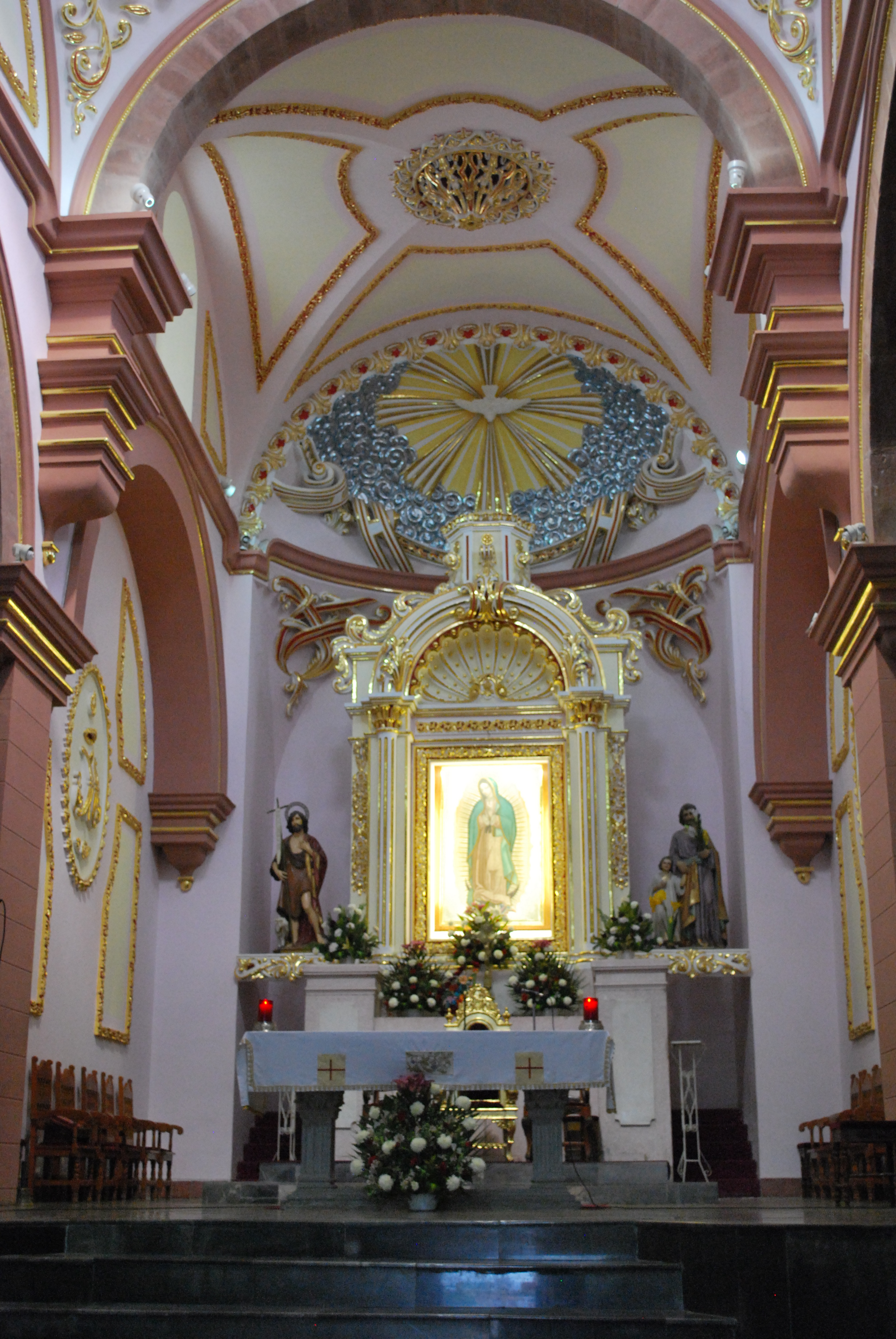
Vista desde el interior

Consta de tres naves, las cuales son sostenidas por columnas de orden toscano.
Sobre el crucero se alza la cúpula del templo.
En el ábside se encuentra el altar principal.